# SeaHorses Mikawa
El SeaHorses Mikawa (en japonés シーホース三河) es un equipo de baloncesto japonés con sede en la ciudad de Kariya, que compite en la B.League, la máxima competición de su país. Disputa sus partidos en el Wing Arena Kariya, con capacidad para 2.376 espectadores. Se incorporó a la liga en octubre de 2016.

## Historia
Los Mikawa SeaHorses son uno de los clubes más exitosos y longevos del baloncesto japonés. Fundada en 1947 como equipo corporativo de Aisin Seiki, empresa del grupo Toyota, comenzó su actividad en torneos amateurs de empresa antes de consolidarse como una de las realidades más sólidas del baloncesto japonés.
En la década de 1990, con la creciente profesionalización del movimiento de baloncesto japonés, el equipo entró en las competiciones oficiales de la Japan Basketball League (JBL), convirtiéndose en uno de los principales protagonistas del campeonato nacional. El equipo pasó luego por un largo período de éxito que lo convirtió en una verdadera institución deportiva en el país.
A principios de la década de 2000, bajo la dirección del entrenador Kimikazu Suzuki, quien entrenó al equipo desde 1995 hasta 2023, los SeaHorses construyeron una racha ganadora y se consolidaron a nivel nacional. Durante esta fase, el club consiguió sus primeros éxitos en la JBL Super League, donde ganó dos títulos consecutivos en las temporadas 2002-03 y 2003-04. A esto se sumaron tres campeonatos de la Liga de Baloncesto de Japón ganados en las temporadas 2007-08, 2008-09 y 2012-13, y un título de la Liga Nacional de Baloncesto en 2014-15, sellando el dominio del equipo en el período anterior al nacimiento de la B.League.
Pero la lista de logros de los SeaHorses Mikawa también brilla gracias a los extraordinarios resultados en la Copa del Emperador, uno de los torneos más prestigiosos del baloncesto japonés. El club ha ganado el trofeo nueve veces (1996, 1999, 2000, 2001, 2002, 2003, 2009, 2013, 2015), convirtiéndose en uno de los equipos más exitosos en la historia de esta competición.
En 2016, con la reforma del baloncesto japonés y el nacimiento de la B.League, los SeaHorses fueron incluidos en la B.League 1, el máximo nivel del nuevo campeonato profesional, tomando el nombre oficial de SeaHorses Mikawa y estableciendo su sede en la ciudad de Kariya, en la prefectura de Aichi.
A lo largo de las décadas, el equipo ha producido algunos de los jugadores de más alto nivel en sus filas, incluido el legendario centro Kosuke Takeuchi, la estrella japonesa naturalizada J.R. Sakuragi y muchos otros baloncestistas que han formado parte del equipo nacional japonés.

## Palmarés
- National Basketball League: 1

2014-15
- Japan Basketball League: 3

2007-08, 2008-09, 2012-13
- JBL Super League: 2

2002-03, 2003-04
- Copa del Emperador: 9

2002, 2003, 2004, 2005, 2008, 2009, 2010, 2011, 2016